# Гонсалвис-Диас (Мараньян)
Гонсалвис-Диас (порт. Gonçalves Dias) — муниципалитет в Бразилии, входит в штат Мараньян. Составная часть мезорегиона Центр штата Мараньян. Входит в экономико-статистический микрорегион Президенти-Дутра. Население составляет 17 482 человека на 2010 год. Занимает площадь 883,588 км². Плотность населения — 19,79 чел./км².
Назван в честь поэта и учёного Антонио Гонсалвеса Диаса.

## Демография
Согласно сведениям, собранным в ходе переписи 2010 г. Национальным институтом географии и статистики (IBGE), население муниципалитета составляет:
| Полное население                               | Полное население                               | Полное население                               | Полное население                               | 17 482 |
| ---------------------------------------------- | ---------------------------------------------- | ---------------------------------------------- | ---------------------------------------------- | ------ |
| в том числе:                                   | Городское население                            | 7770                                           | Процент городского населения, %                | 44,45  |
|                                                | Сельское население                             | 9712                                           | Процент сельского населения, %                 | 55,55  |
|                                                | Мужское население                              | 8677                                           | Процент мужского населения, %                  | 49,63  |
|                                                | Женское население                              | 8805                                           | Процент женского населения, %                  | 50,37  |
| Плотность населения, чел/км²                   | Плотность населения, чел/км²                   | Плотность населения, чел/км²                   | Плотность населения, чел/км²                   | 19,79  |
| Население муниципалитета в % к населению штата | Население муниципалитета в % к населению штата | Население муниципалитета в % к населению штата | Население муниципалитета в % к населению штата | 0,27   |

По данным оценки 2016 года, население муниципалитета составляет 17 579 жителей.

## Статистика
- Валовой внутренний продукт на 2003 год составляет 20 278 347,00 реалов (данные: Бразильский институт географии и статистики).
- Валовой внутренний продукт на душу населения на 2003 год составляет 1200,40 реалов (данные: Бразильский институт географии и статистики).
- Индекс развития человеческого потенциала на 2000 год составляет 0,568 (данные: Программа развития ООН).